# Brasiliens regioner
Brasiliens 26 delstater och det federala distriktet är indelat i fem regioner.

Brasiliens regioner

## Regionernas indelning

### Norra regionen

Norra regionen

- Acre
- Amapá
- Amazonas
- Pará
- Rondônia
- Roraima
- Tocantins

### Nordöstra regionen

Nordöstra regionen

- Alagoas
- Bahia
- Ceará
- Maranhão
- Paraíba
- Pernambuco
- Piauí
- Rio Grande do Norte
- Sergipe

### Central-västra regionen
- Goiás
- Mato Grosso
- Mato Grosso do Sul

Central-västra regionen

- Brasiliens federala distrikt (Distrito Federal)

### Sydöstra regionen

Sydöstra regionen

- Espírito Santo
- Minas Gerais
- Rio de Janeiro
- São Paulo

### Södra regionen

Södra regionen

- Paraná
- Rio Grande do Sul
- Santa Catarina